# ميخائيل دونالد براون
ميخائيل دونالد براون (بالإنجليزية: Michael D. Brown)‏ هو سياسي أمريكي، ولد في 5 أغسطس 1953 في نيوآرك في الولايات المتحدة. حزبياً، نشط في الحزب الديمقراطي.